# دروسن‌دورف تزیسرس‌دورف
دروسندورف زیسرزدورف (به آلمانی: Drosendorf-Zissersdorf) یک شهر در اتریش است که در ناحیه هورن واقع شده‌است. دروسندورف زیسرزدورف ۱٬۳۰۹ نفر جمعیت دارد.